# Per Kristian Bråtveit
Per Kristian Worre Bråtveit (Haugesund, 15 febbraio 1996) è un calciatore norvegese, portiere dello Strømsgodset.

## Biografia
È il figlio di Kjell-Inge Bråtveit, allenatore ed ex calciatore, anch'egli portiere.

## Carriera

### Club
Bråtveit ha vestito la maglia dello Djerv 1919, per cui ha esordito anche in 3. divisjon. Nel 2012 è passato all'Haugesund, compagine militante in Eliteserien e che inizialmente lo ha alternato tra giovanili e prima squadra.
Ha debuttato con questa casacca il 7 maggio 2014: è stato schierato titolare nella vittoria per 2-3 arrivata sul campo del Vidar, sfida valida per il primo turno del Norgesmesterskapet. Il 9 giugno successivo ha disputato la prima partita in Eliteserien, nella sconfitta per 2-1 patita in casa dello Strømsgodset. Il 3 luglio 2014 ha avuto l'opportunità di esordire nelle competizioni europee per club, venendo impiegato da titolare nel pareggio per 1-1 in casa dell'Airbus UK Broughton, gara valida per il primo turno di qualificazione all'Europa League.
Il 19 dicembre 2018 è stato annunciato il suo passaggio agli svedesi del Djurgården, a cui si è legato con un contratto quadriennale. A partire dalla tredicesima giornata dell'Allsvenskan 2019 tuttavia ha perso il posto da titolare in favore di Tommi Vaiho, il quale sulla carta era designato ad essere la riserva di Bråtveit. Quel campionato è stato vinto proprio dal Djurgården, con 10 presenze da parte del portiere norvegese. Bråtveit è tornato a riprendersi stabilmente il ruolo di titolare a partire dalla quarta giornata dell'Allsvenskan 2020, ma a partire dalla ventitreesima giornata è tornato a sedersi in panchina.
Il 31 dicembre 2020 gli olandesi del Groningen hanno ufficializzato il prestito di Bråtveit fino al termine della stagione 2020-2021.
Dopo non avere mai giocato in terra olandese, il 23 giugno 2021 viene ceduto nuovamente in prestito, questa volta al Nîmes.
Il 4 luglio 2022 è stato reso noto il suo ritorno in Norvegia, avendo firmato un contratto valido fino al termine della stagione con il Vålerenga: l'accordo sarebbe stato valido dal 1º agosto, alla riapertura del calciomercato locale.
Il 25 agosto 2022 ha lasciato il Vålerenga – dove si era ritrovato a ricoprire il ruolo di secondo portiere – e ha firmato un contratto annuale con i danesi dell'Aarhus.
Il 1º agosto 2023 ha fatto ancora ritorno in Norvegia, per giocare nell'Odd: ha firmato un accordo valido fino al termine della stagione.
Il 7 febbraio 2024 è passato allo Strømsgodset, con un contratto biennale.

### Nazionale
A livello giovanile, Bråtveit ha giocato per la Norvegia under 15, Under-16, Under-17, Under-18, Under-19 e Under-21. Per quanto concerne quest'ultima selezione, ha debuttato il 17 novembre 2014, sostituendo Mathias Dyngeland nella sconfitta per 4-0 subita contro il Belgio, in amichevole. Il 14 novembre 2017 ha disputato invece la prima partita nelle qualificazioni al campionato europeo Under-21 2019, schierato titolare nella vittoria per 2-1 maturata in casa contro l'Irlanda.

## Statistiche

### Presenze e reti nei club
Statistiche aggiornate al 7 febbraio 2024.
| Stagione          | Club              | Campionato        | Campionato | Campionato | Coppe nazionali | Coppe nazionali | Coppe nazionali | Coppe continentali | Coppe continentali | Coppe continentali | Supercoppe | Supercoppe | Supercoppe | Totale | Totale |
| Stagione          | Club              | Comp              | Pres       | Reti       | Comp            | Pres            | Reti            | Comp               | Pres               | Reti               | Comp       | Pres       | Reti       | Pres   | Reti   |
| ----------------- | ----------------- | ----------------- | ---------- | ---------- | --------------- | --------------- | --------------- | ------------------ | ------------------ | ------------------ | ---------- | ---------- | ---------- | ------ | ------ |
| 2011              | Djerv 1919        | 3D                | ?          | -?         | CN              | ?               | -?              | -                  | -                  | -                  | -          | -          | -          | ?      | -?     |
| 2012              | Haugesund         | ES                | 0          | 0          | CN              | 0               | 0               | -                  | -                  | -                  | -          | -          | -          | 0      | 0      |
| 2013              | Haugesund         | ES                | 0          | 0          | CN              | 0               | 0               | -                  | -                  | -                  | -          | -          | -          | 0      | 0      |
| 2014              | Haugesund         | ES                | 5          | -12        | CN              | 4               | -3              | UEL                | 3                  | -2                 | -          | -          | -          | 12     | -17    |
| 2015              | Haugesund         | ES                | 27         | -43        | CN              | 1               | 0               | -                  | -                  | -                  | -          | -          | -          | 28     | -43    |
| 2016              | Haugesund         | ES                | 23         | -35        | CN              | 1               | -3              | -                  | -                  | -                  | -          | -          | -          | 24     | -38    |
| 2017              | Haugesund         | ES                | 28         | -34        | CN              | 1               | -2              | UEL                | 2                  | -4                 | -          | -          | -          | 26     | -42    |
| 2018              | Haugesund         | ES                | 24         | -28        | CN              | 3               | -4              | -                  | -                  | -                  | -          | -          | -          | 27     | -32    |
| Totale Haugesund  | Totale Haugesund  | Totale Haugesund  | 107        | -152       |                 | 10              | -12             |                    | 5                  | -6                 |            | -          | -          | 122    | -170   |
| 2019              | Djurgården        | A                 | 10         | -9         | CS              | 5               | -6              | -                  | -                  | -                  | -          | -          | -          | 15     | -15    |
| 2020              | Djurgården        | A                 | 18         | -19        | CS              | 1               | -1              | UEL                | 2                  | -2                 | -          | -          | -          | 21     | -22    |
| Totale Djurgården | Totale Djurgården | Totale Djurgården | 28         | -28        |                 | 6               | -7              |                    | 2                  | -2                 |            | -          | -          | 36     | -37    |
| gen.-giu. 2021    | Groningen         | ED                | 0          | 0          | CO              | -               | -               | -                  | -                  | -                  | -          | -          | -          | 0      | 0      |
| 2021-2022         | Nîmes             | L2                | 30         | -35        | CF              | 1               | 0               | -                  | -                  | -                  | -          | -          | -          | 31     | -35    |
| ago. 2022         | Vålerenga         | ES                | 0          | 0          | CN              | -               | -               | -                  | -                  | -                  | -          | -          | -          | 0      | 0      |
| ago. 2022-2023    | Aarhus            | SL                | 0          | 0          | CD              | -               | -               | -                  | -                  | -                  | -          | -          | -          | 0      | 0      |
| ago.-dic. 2023    | Odd               | ES                | 13         | -25        | CN              | -               | -               | -                  | -                  | -                  | -          | -          | -          | 13     | -25    |
| 2024              | Strømsgodset      | ES                | 0          | 0          | CN              | 0               | 0               | -                  | -                  | -                  | -          | -          | -          | 0      | 0      |
| Totale            | Totale            | Totale            | 178+       | -240+      |                 | 17+             | -19+            |                    | 7                  | -8                 |            | -          | -          | 202+   | -267+  |

## Palmarès

### Club

#### Competizioni nazionali
- Campionato svedese: 1

Djurgarden: 2019